# Habitatge al carrer Major, 59-61 (l'Hospitalet de Llobregat)
L'Habitatge al carrer Major, 59-61 és una obra de l'Hospitalet de Llobregat (Barcelonès) inclosa a l'Inventari del Patrimoni Arquitectònic de Catalunya.

## Descripció
Casa de planta baixa i un pis, entre mitgeres, amb teulada a una vessant inclinada cap a la façana. L'arrebossat tapa parcialment els carreus de pedra ben tallats de les finestres i les portes. D'aquestes n'hi ha dues, una de gran i alta, amb arc de mig punt rebaixat, possible antic celler, i una altra rectangular, que és l'entrada a l'habitatge. A la llinda hi té gravada una inscripció mig esborrada (1784 o 1794). La teulada és de teula àrab i sobresurt un ràfec per a desaiguar sobre la façana. El ràfec està format per una canonada de teules i una línia d'arquets cecs que la sostenen.

## Història
Aquesta casa pertany a la nissaga de les que es varen construir al darrer quart del segle xviii, quan la Pobla de l'Hospital va entrat en un dels seus moments més brillants amb motiu de la superació de l'agricultura de subsistència i començament de l'exportació dels productes de La Marina. Al carrer major es van instal·lar els botiguers i els artesans, ben a prop del nucli de Xipreret. També l'any 1788, en Felip Norta "labrador y regidor" responia al qüestionari de D. Fco. De Zamora dient: "Hay algunas fábricas en el término, pero éstas son de Barcelona…" referint-se als "prats d'indianes" que hi havia a la banda del Port, al raval de l'Aprestadora i que foren, sens dubte, l'avantguarda dels tèxtils que hi haurien a L'Hospitalet més endavant, i el primer contacte amb una economia no estrictament agrària.